# Eurostopodus papuensis
Noitibó-da-papua ou noitibó-papua (Eurostopodus papuensis) é uma espécie de ave da família Caprimulgidae.
Pode ser encontrada nos seguintes países: Indonésia e Papua-Nova Guiné.
Os seus habitats naturais são: florestas subtropicais ou tropicais húmidas de baixa altitude e florestas de mangal tropicais ou subtropicais.